# Charisalia americana
Charisalia americana là một loài bọ cánh cứng trong họ Cerambycidae.